# Deois picklesi
Deois picklesi är en insektsart som först beskrevs av William Edward China och Myers 1934.  Deois picklesi ingår i släktet Deois och familjen spottstritar. Inga underarter finns listade i Catalogue of Life.